# ميشيلا كوريمسكي
ميشيلا كوريمسكي (بالإنجليزية: Michaela Kurimsky)‏ (من مواليد 3 أغسطس 1992 في تورونتو، كندا) هي ممثلة وصانعة أفلام كندية.

## روابط خارجية
- ميشيلا كوريمسكي على موقع IMDb (الإنجليزية)
- ميشيلا كوريمسكي على موقع قاعدة بيانات الفيلم (الإنجليزية)